# Kruger 60

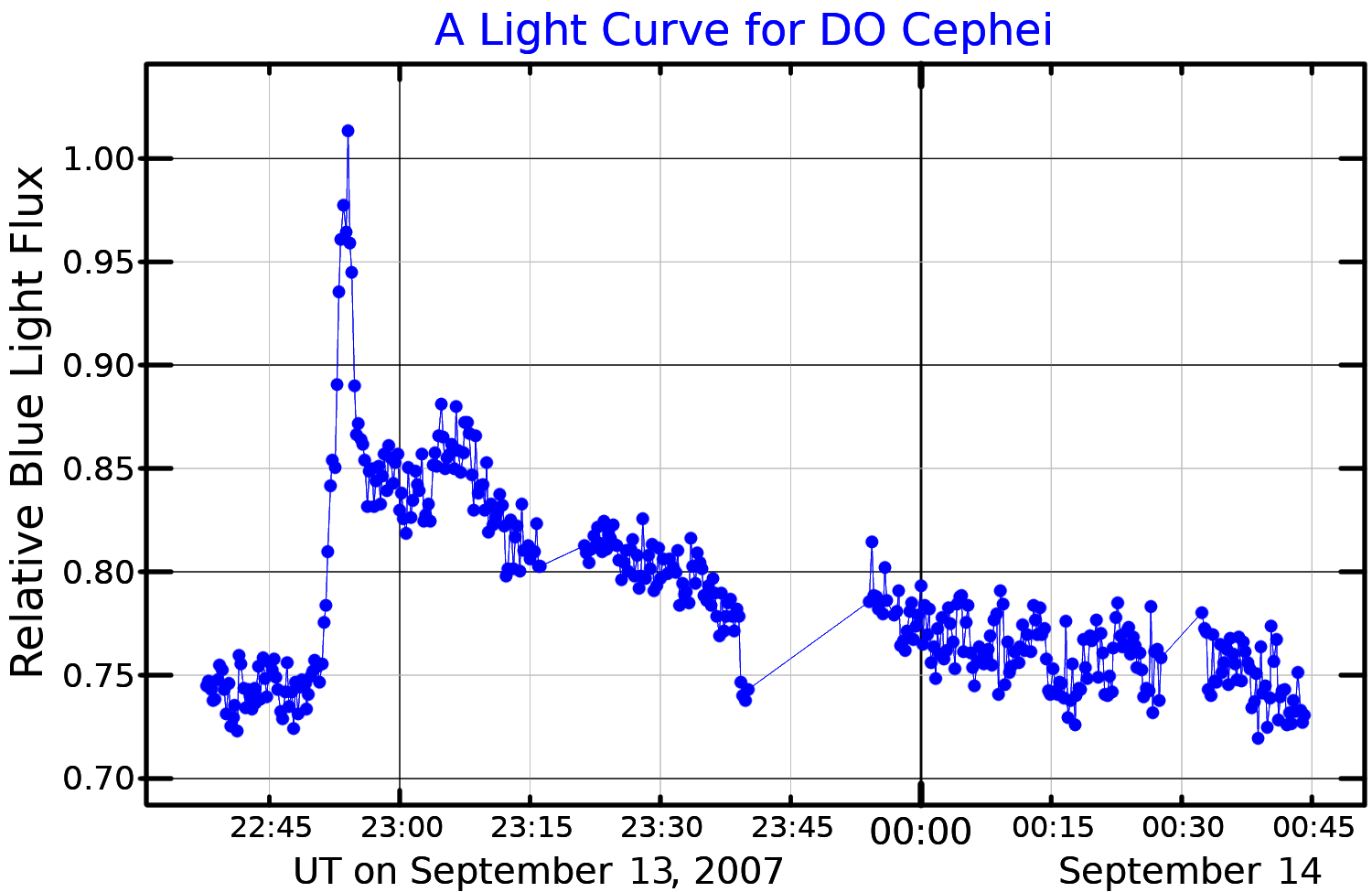
Lichtkromme van een flare van Kruger 60

Kruger 60 (HD 239960, GJ 860, HIP 110893) is een dubbelster bestaande uit twee type M rode dwergen op 13 lichtjaar van de zon in het sterrenbeeld Cepheus. De omlooptijd van Kruger 60B is ongeveer 45 jaar. Gliese 860 B is een vlamster en staat ook bekend als DO Cephei.

## Naam
In 1890 publiceerde Adalbert Krueger een deel van de AGK catalogus met sterren tussen declinatie +55 en +65. Daarin noteerde hij welke sterren dubbel leken te zijn. Daarna deed Sherburne Wesley Burnham (1894) waarnemingen van 67 van deze kandidaat-dubbelsterren, waaronder nummer 60 uit zijn lijst, die later Kruger 60 genoemd werd (ster 13170 uit de catalogus van Krueger).